# Louis Antoine François Baillon
Louis Antoine François Baillon (Montreuil, 1778. január 20. – Abbeville, 1855. december 2.) francia természettudós és gyűjtő. Zoológiai szakmunkákban nevének rövidítése: „Baillon”.

## Élete
A természettudományok iránti érdeklődést apjától, Jean-François-Emmanuel Baillontól (1742–1801) örökölte, aki ügyvéd és a Francia Természettudományi Múzeum levelezője volt. 1798-ban kezdett dolgozni a párizsi Jardin des Plantes munkatársaként, amely állás apja halála után szállt rá. Később Abbeville-ben telepedett le, és apjához hasonlóan a kor neves természetkutatóival (például Bonellivel, Saint-Hilaire-rel and Prince Maximilian of Wied-Neuwieddel) való levelezése tette ismertté a nevét.
Pályája során tovább gyarapította és fejlesztette azt a madártani gyűjteményt, amit még apja alapozott meg, és a nagysága idővel már mintegy 6000 példányra rúgott. Baillon gyűjteményét jelenleg a La Châtre-i George Sand Múzeum őrzi; a kollekció a Franciaországban gyűjtött madarakon felül egzotikus példányokat is tartalmaz, amelyeket olyan francia utazók gyűjtöttek, mint Jacques Labillardière vagy Jules Dumont d'Urville. Nevezetes volt a cetfélék csontvázaiból összeállított gyűjteménye is. Monográfiát állított össze Abbeville állatvilágáról, Catalogue des mammifères, oiseaux, reptiles, poissons et mollusques testacés marins observés dans l'arrondissement d'Abbeville címmel. Abbeville-ben is hunyt el, néhány héttel 78. születésnapja előtt.
Nevét őrzi többek között a törpevízicsibe és az Audubon-halfarkas angol neve (Baillon's Crake, illetve Baillon's Shearwater), valamint a sáfránytukán tudományos neve (Baillonius bailloni).

## Fordítás
- Ez a szócikk részben vagy egészben  a   Louis Antoine François Baillon című angol Wikipédia-szócikk ezen változatának fordításán alapul.  Az eredeti cikk szerkesztőit annak laptörténete sorolja fel. Ez a jelzés csupán a megfogalmazás eredetét és a szerzői jogokat jelzi, nem szolgál a cikkben szereplő információk forrásmegjelöléseként.